# Scalibregmatidae
Scalibregmatidae ist der Name einer Familie von Vielborstern (Polychaeta), die in Meeren weltweit in weichen Sedimenten als Detritusfresser von den Küsten bis in die Tiefsee zu finden sind.

## Merkmale
Die Scalibregmatidae haben einen madenartigen oder mäßig länglichen Körper mit einer faltigen und geringelten Epidermis. Der Kopf hat hornartige Fortsätze, doch trägt er keine echten Körperanhänge wie Antennen oder Palpen. Das Prostomium ist abgeschnitten, T-förmig oder V-förmig. Das Peristomium bildet einen Ring, der teilweise an der dorsalen und den lateralen Oberflächen in zwei Teile geteilt ist. Die Nuchalorgane bestehen aus kurzen bewimperten Rinnen.
Die Längsmuskeln sind in Bündeln angeordnet. Die Segmentation ist deutlich, und das erste Segment ähnelt dem zweiten und trägt wie dieses kleine, voll entwickelte Parapodien. Beide Äste der Parapodien sind kurz, kegelförmig oder abgeschnitten, und dorsale wie auch ventrale Cirren fehlen. Bei den meisten Arten stehen die verzweigten Kiemen in Büscheln und sind mit den Parapodien verbunden. Am Pygidium können zahlreiche Papillen stehen oder auch fehlen. Die Tiere haben Lateralorgane, doch sind keine dorsalen Cirrus-Organe beobachtet worden. Die Parapodien sind mit glatt oder verziert kapillarförmigen und mit gegabelten Borsten, an den ersten borstentragenden Segmenten bei manchen Arten auch mit Stacheln besetzt, während Aciculae fehlen.
Der ausstülpbare Pharynx ist ein einfacher, axial gelegener, als Proboscis (Rüssel) ausgebildeter Sack. Die Tiere haben keine Kehlmembran. Der Darmkanal bildet eine einfache Röhre. Das geschlossene Blutgefäßsystem der Scalibregmatidae verfügt über kein zentrales Herz. Die Nephridien sind als Mixonephridien ausgebildet. Der Ort, an dem die Gameten entlassen werden, ist nicht bekannt.

## Lebensraum
Die Scalibregmatidae leben in Schlamm und anderen weichen Sedimenten von der Gezeitenzone bis in Meerestiefen unter 1000 m. Die Tiere behausen selbst gegrabene Gänge im Sediment, die sich oft 30 bis 60 cm unter der Oberfläche befinden. Arten der Gattung Hyboscolex leben in schlammigen Felsspalten und bewohnen auch alte Wohnröhren anderer Tierarten. Arten der Gattung Parasclerocheilus und in ähnlicher Weise auch Scalibregma leben unter lockeren Steinen in schlammiger Umgebung. Es gibt in dieser Familie offenbar keine Arten, die eigene Wohnröhren bauen.

## Entwicklungszyklus
Über die Fortpflanzungsbiologie der Scalibregmatidae ist wenig bekannt. Wahrscheinlich sind die meisten oder alle Arten getrenntgeschlechtlich mit äußerer Befruchtung, wobei zumindest manche Arten Epitoken ausbilden. Die Embryonen entwickeln sich zu Larven, die erst nach einer frei schwimmenden Phase zu kriechenden Würmern metamorphosieren. Für Scalibregma inflatum an der schottischen Küste, das bereits im ersten Lebensjahr die Geschlechtsreife erreicht, wird eine Lebenszeit von zwei Jahren geschätzt.

## Ernährung
Die Ernährungsweise ist bei zwei Arten der Scalibregmatidae untersucht worden: have a sac-like eversible pharynx. Scalibregma inflatum und Polyphysia crassa. Beide Arten graben sich aktiv durch das Sediment, das sie als Substratfresser mithilfe ihres sackartigen, ausstülpbaren Pharynx verschlucken. Den hierin enthalten Detritus verdauen sie und scheiden die mineralischen Bestandteile unverändert aus. Scalibregma inflatum nimmt möglicherweise auch Detritus von der Oberfläche des Bodens auf, während Polyphysia crassa wahrscheinlich auch Kammerlinge frisst. Der Pharynx wird hierzu durch hydraulischen Druck im Coelom aus- und eingestülpt.

## Gattungen
Die über 40 Arten der Familie Scalibregmatidae werden zu 16 Gattungen gezählt:
- Asclerocheilus Ashworth, 1901
- Axiokebuita Pocklington & Fournier, 1987
- Hyboscolex Schmarda, 1861
- Lipobranchius Cunningham & Ramage, 1888
- Mucibregma Fauchald & Hancock, 1981
- Oligobregma Kudenov & Blake, 1978
- Parasclerocheilus Fauvel, 1928
- Polyphysia Quatrefages, 1866
- Proscalibregma Hartman, 1967
- Pseudoscalibregma Ashworth, 1901
- Scalibregma Rathke, 1843
- Scalibregmella Hartman & Fauchald, 1971
- Scalibregmides Hartmann-Schröder, 1965
- Sclerobregma Hartman, 1965
- Sclerocheilus Grube, 1863
- Speleobregma Bertelsen, 1986